# Marie-Céline de la Présentation

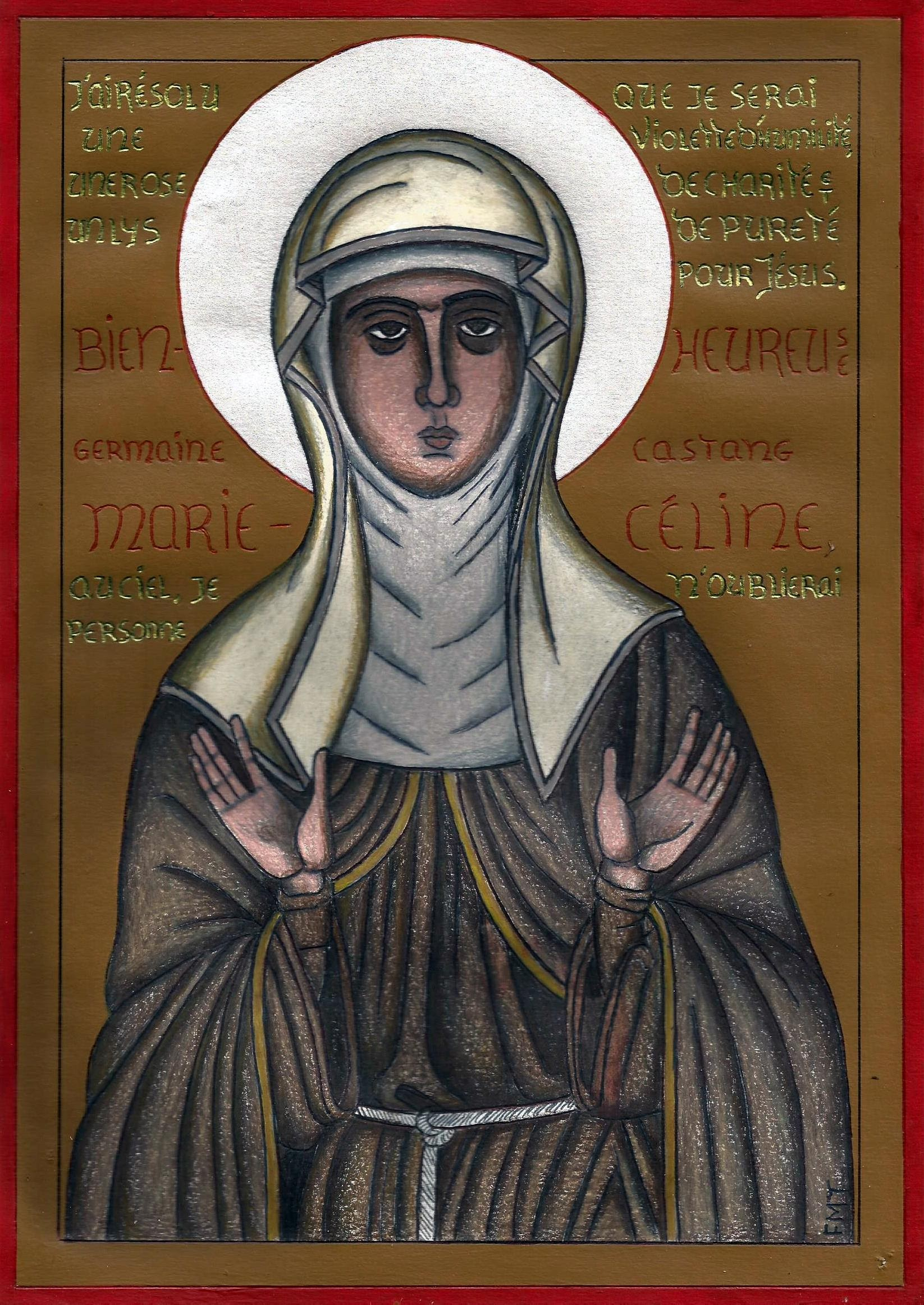
Icône réalisée en 2017 par F. S.-Monvoisin

Marie-Céline de la Présentation (Nojals-et-Clotte, 23 mai 1878 - Talence, 30 mai 1897) est une religieuse clarisse française reconnue bienheureuse par l'Église catholique et honorée le 30 mai.

## Biographie
Jeanne Germaine Castang est née le 23 mai 1878 à Nojals-et-Clotte, près de Bergerac, son père était un modeste propriétaire terrien, sa mère issue d'une famille de notaires. Elle est la cinquième enfant du couple.
À l'âge de 4 ans, elle est atteinte par la poliomyélite qui lui laisse la jambe gauche paralysée. L'enfant toutefois continue son éducation auprès de ses parents d'abord, puis chez les sœurs de Saint Joseph où elle est déjà très remarquée par sa piété et sa dévotion à l'Eucharistie.
Son père essaye d'ouvrir un commerce, mais ayant fait de mauvaises affaires, il doit quitter la maison et partir chercher du travail à Bordeaux comme boulanger où toute la famille peut le rejoindre. Sur les 11 enfants du ménage, trois sont morts à Nojals-et-Clotte, et deux autres meurent à Bordeaux de tuberculose et de malnutrition. La famille est plongée dans la misère.
Jeanne Germaine est hébergée par charité dans une pension à Bordeaux où elle se prépare à la première communion et à la confirmation. Mais à la mort de sa mère, elle doit revenir à la maison s'occuper de son frère aîné, atteint de tuberculose, et qui meurt en 1893.
Depuis toute petite, Jeanne Germaine veut devenir religieuse, et entrer chez les Clarisses. Elle a l'occasion, en compagnie d'une amie, d'aller visiter une clarisse de sa connaissance dans son monastère. La mère supérieure discerne chez cette jeune fille handicapée une vocation remarquable, et elle est admise dans la communauté de Talence, le 12 juin 1896 où elle prononce ses vœux, le 21 novembre 1896, sous le nom de sœur Marie-Céline de la Présentation.
Atteinte de tuberculose, en plus de son handicap, elle supporte avec patience et rigueur la vie des moniales, accueillant avec humilité et discrétion les manifestations surnaturelles dont elle est l'objet.
Elle meurt à Talence (Gironde) le 30 mai 1897, âgée de 19 ans. Dès sa mort, elle se manifeste à d'autres par de suaves odeurs, ce qui la fait nommer par son entourage la sainte aux parfums.
Elle écrit juste avant sa mort à sa sœur : « Je meurs sans regrets, je te donne rendez-vous au ciel… Là haut, je n'oublierai personne… ».
Ses reliques ont été transférées dans l'église Sainte-Quitterie de Nojals en 2006.

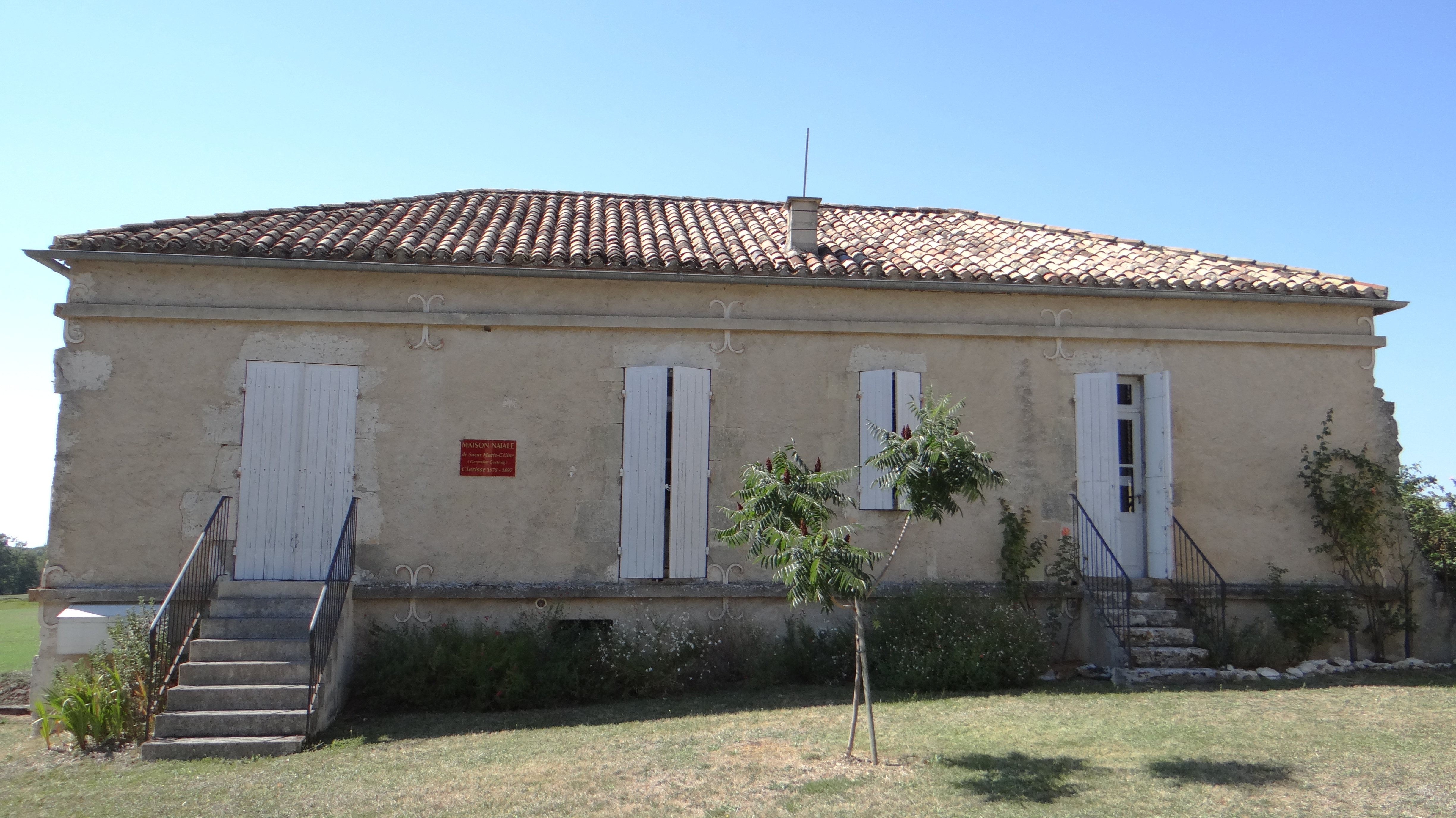
Maison natale à Nojals
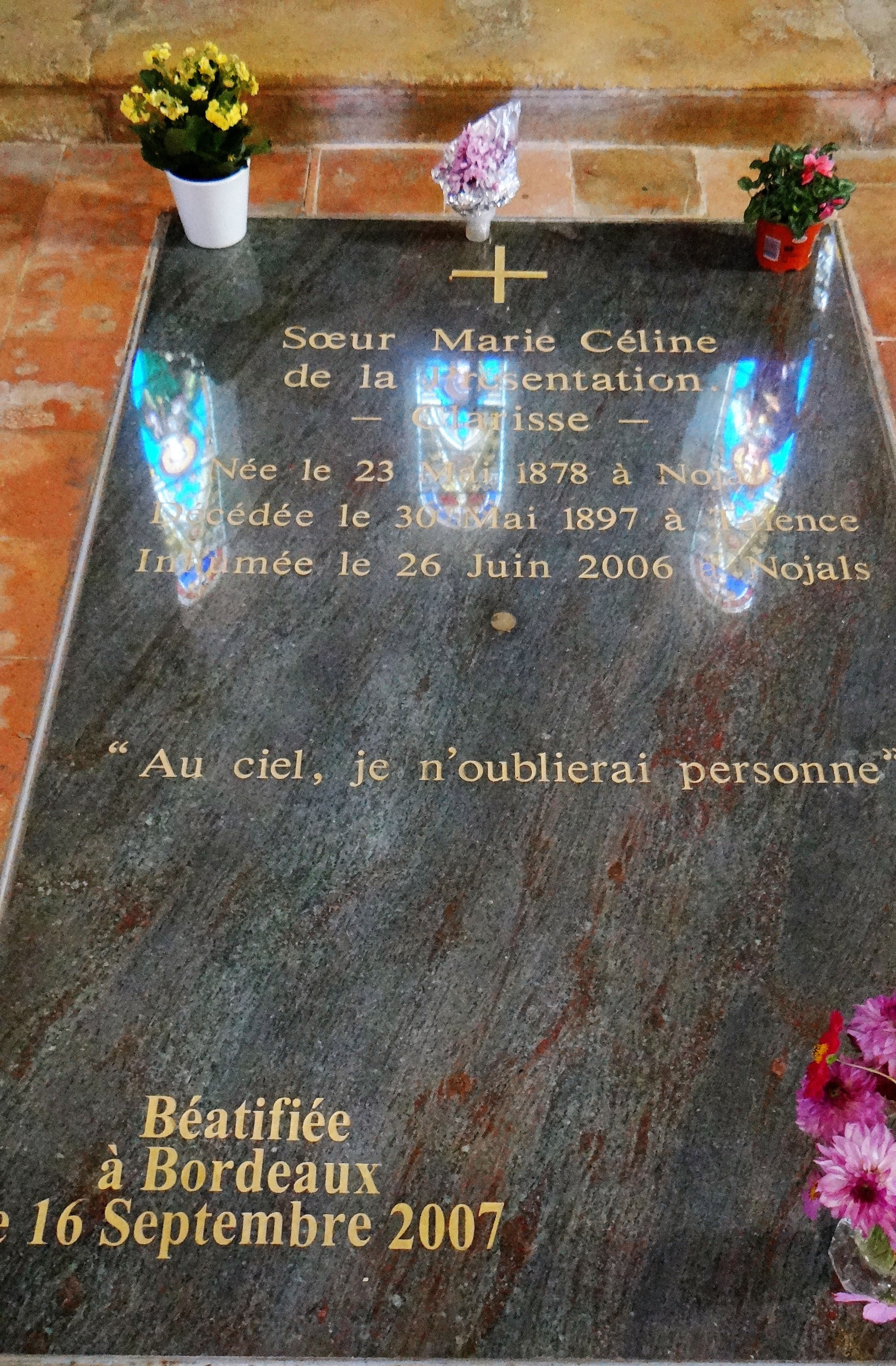
Plaque tombale dans l'église Sainte-Quitterie de Nojals
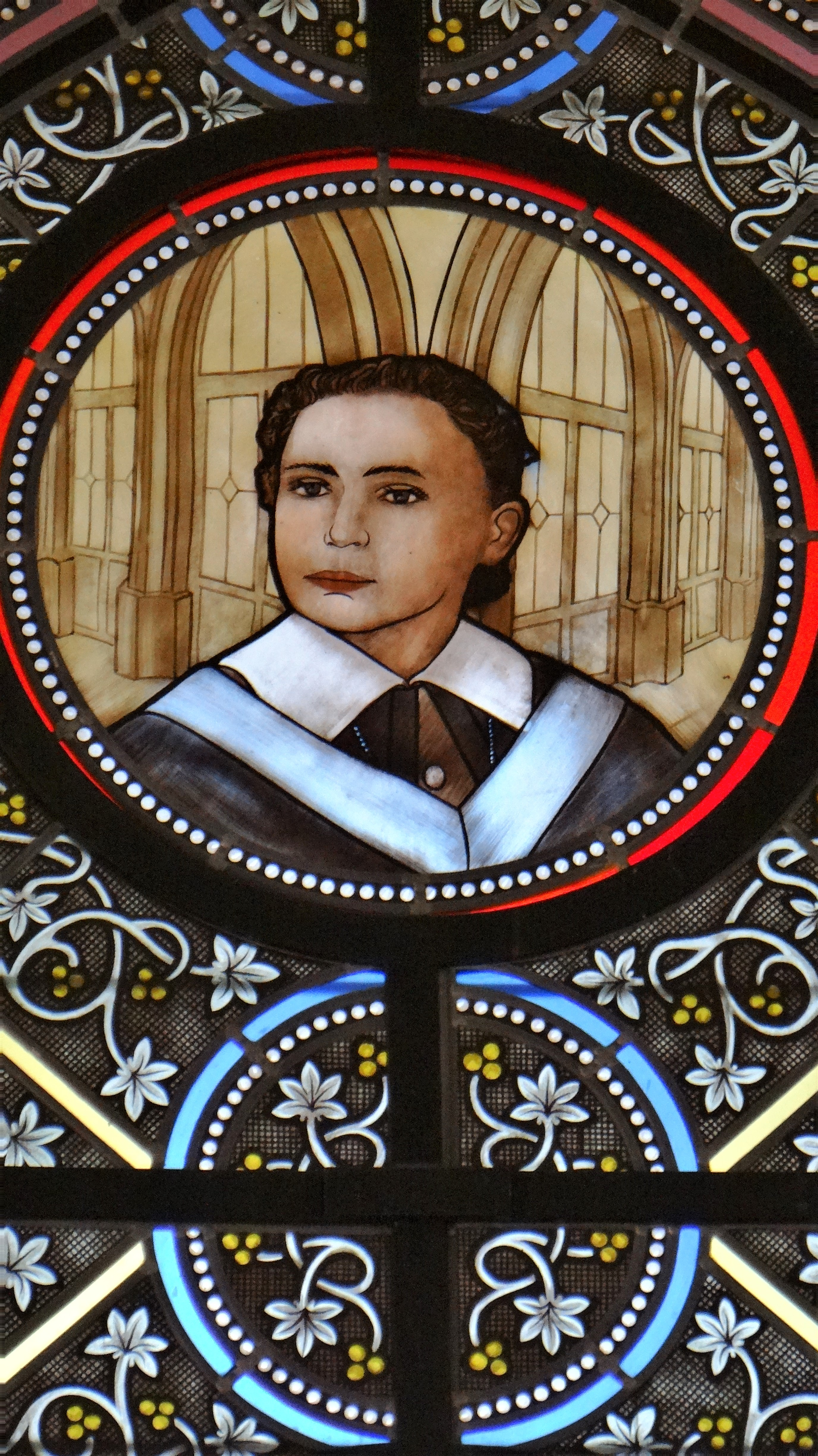
Vitrail représentant Marie-Céline de la Présentation dans l'église.

## Béatification
Elle est déclarée Vénérable le 22 janvier 1957. En décembre 2006, le Pape Benoît XVI reçoit le préfet de la Congrégation pour les causes des saints, le cardinal José Saraiva Martins, et promulgue les décrets relatifs à huit miracles attestés.
Elle est béatifiée le 16 septembre 2007 à la cathédrale de Bordeaux, en présence du cardinal Jean-Pierre Ricard, envoyé spécial du Pape, archevêque de Bordeaux et président de la Conférence des évêques de France.

## Source
- Prions en Église - Numéro 249 - septembre 2007 - Éditions Bayard